# Prvenstvo Anglije 1888
Prvenstvo Anglije 1888 v tenisu.

## Moški posamično
Ernest Renshaw :  Herbert Lawford, 6-3 7-5 6-0

## Ženske posamično
Lottie Dod :  Blanche Bingley Hillyard, 6-3, 6-3

## Moške dvojice
William Renshaw /  Ernest Renshaw :  Herbert Wilberforce /  Patrick Bowes-Lyon, 2–6, 1–6, 6–3, 6–4, 6–3